# Fangyi
Fangyi – wykonane z brązu starożytne chińskie naczynie rytualne do przechowywania wina, w kształcie prostokątnego puzderka z wysoką pokrywką przypominającą kształtem dach. 
Używane w czasach dynastii Shang i Zhou. Ścianki fangyi zdobione były motywem taotie lub ornamentami zwierzęcymi. Przypuszcza się, że wygląd fangyi, przypominający swoim kształtem budynek, mógł stanowić symboliczny wizerunek pałacu. Spotyka się także dwa połączone ze sobą naczynia tego typu, noszące nazwę oufangyi (偶方彝).